# Marcus Caesius Mutilus

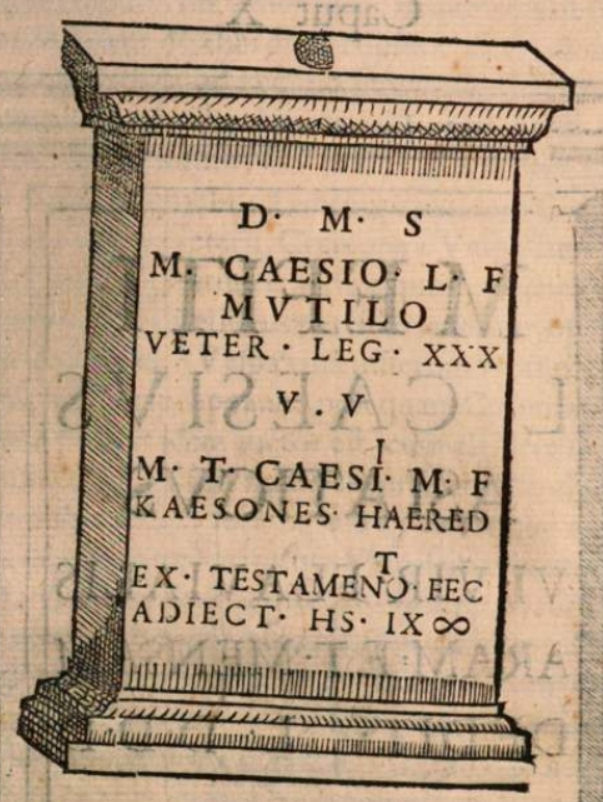
Die Inschrift

Marcus Caesius Mutilus (vollständige Namensform Marcus Caesius Luci filius Mutilus) war ein im 2. Jahrhundert n. Chr. lebender Angehöriger der römischen Armee.
Durch eine Inschrift, die in Asciburgium gefunden wurde, ist belegt, dass Mutilus Veteran der Legio XXX Ulpia Victrix war. Der heute verlorene Grabstein wurde ihm von seinen Söhnen Marcus und Titus errichtet. Aus der Inschrift geht hervor, dass die Kosten für das Denkmal 9000 Sesterzen betrugen.
Die Inschrift wird ins 2. Jahrhundert datiert.